# إميليو توريس
إميليو توريس (بالإسبانية: Emilio Torres)‏ هو منافس ألعاب قوى كولومبي، ولد في 29 أبريل 1906 في Manta, Cundinamarca ‏ في كولومبيا، وتوفي في 10 يناير 1998.

## وصلات خارجية
- إميليو توريس على موقع أوليمبيديا (الإنجليزية)